# Maciej Jabłoński
Maciej Jabłoński (født 29. juli 1974 i Golub-Dobrzyń, Polen) er en polsk komponist, professor, lærer og musikolog. 
Jabłoński studerede komposition på Musikkonservatoriet i Kraków (1993-1998). Han har været lærer i komposition på samme skole siden (1998), og blev professor i (2001). Jabłoński har skrevet seks symfonier, orkesterværker, kammermusik, sinfonietta, koncertmusik, sange, korværker, og solostykker for mange instrumenter etc. 

## Udvalgte værker
- Symfoni nr. 1 "katharsis" (1993-1994) - for sopran, blandet kor og orkester
- Symfoni nr. 2 (1995-1996) - for orkester
- Symfoni nr. 3 (1997-1998) - for orkester
- Symfoni nr. 4. (1999-2000) - for orgel og orkester
- Symfoni nr. 5 (2004) - for orkester
- Symfoni nr. 6 "Drømmende" (2014) - for video, orkester og elektroakustisk lag
- Sinfonietta (1999) - for strygeorkester
- Tao (kammerkoncert nr. 2) (2015) - for altsaxofon og kammerorkester (Tilegnet Per Nørgård)